# Таяс Браунінг
Таяс Чарльз Браунінг, відомий також як Чжан Гуантай (нар. 27 травня 1994, Ліверпуль, Англія) — англійський та китайський футболіст, захисник клубу «Шанхай Порт». Народився в Ліверпулі, в матері-кантонійки, з 2021 року виступає за національну збірну Китаю.
Окрім позиції центрального захисника, також може виступати праворуч у захисті.

## Ранні роки
Народився в місті Ліверпуль. Відвідував ту саму школу, що й колишні товариші по «Віган Атлетік» Лі Ніколлс і Джек Філліпс. Отримав право грати за національну збірну Китаю, оскільки його дідусь по материнській лінії Ін Він Чан (1939–1992), шеф-кухар у Маклсфілді, Англія, кантонця, який емігрував з села Мейге, округ Сіньхуей, Китай. Його дід по материнській лінії одружився з чорношкірою британкою. У 2019 році став натуралізованим громадянином Китаю, скориставшись політикою натуралізації китайських футболістів.

## Клубна кар'єра

### «Евертон»

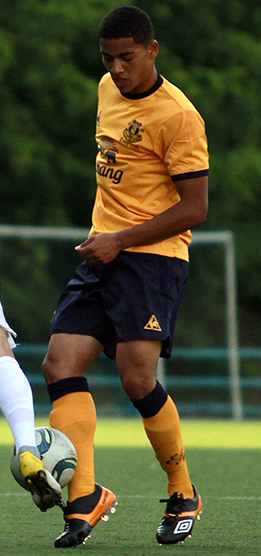
Таяс Браунінг під час виступів за «Евертон» у передсезонному товариському матчі в липні 2011 року.

Таяс Браунінг приєднався до «Евертона» в 2004 році у віці десяти років. До цього вісім місяців виступав за місцеву команду, перш ніж приєднатися до «Евертона». Після прогресу в молодіжній команді «Евертона» почав грати в резервній команді, де став гравцем основи. Допоміг резервістам «Евертона» виграти чемпіонат Прем’єр-ліги U18 у сезоні 2010/11 років.
Виступав за резервну команду клубу, де грав на позиції правого захисника. Також отримав капітанську пов'язку в резервній команді. За підсумками сезону 2013/14 років став найкращим гравцем команда U-21 на клубній вечірці нагород.
30 грудня 2012 року вперше викликали до першої команди «Евертона» в програному (1:2) поєдинку проти «Челсі», в якому залишився на лаві запасних. 26 липня 2013 року підписав свій перший професіональний контракт з клубом, за яким повинен був залишатися в клубі до 2015 року.
У сезоні 2014/15 років підписав новий 3-річний контракт з клубом, до 2017 року. Вперше зіграв за головну команду «Евертона» 27 вересня 2014 року на Енфілді в матчі Мерсісайдського дербі проти «Ліверпуля», в якому вийшов замість багаторічного гравця «Евертона» Тоні Гібберта на 72-й хвилині матчу з рахунком 1:0 на користь «Ліверпуля», але гра закінчилася з рахунком 1:1. 5 жовтня 2014 року знову вийшов на поле, в наступному матчі проти «Манчестер Юнайтед», вийшов замість Гібберта (1:2). Два місяці по тому, 11 грудня 2014 року, вперше вийшов у стартовому складі в програному (0:1) поєдинку проти «Краснодара». За підсумками сезону 2014/15 років тричі виступав у всіх змаганнях.
У сезоні 2014/15 років зіграв свій перший у сезоні матч 15 серпня 2015 року, вийшов на заміну замість Брендана Гелловея, у переможному (3:0) поєдинку проти «Саутгемптона». Протягом вище вказаного сезону зіграв ще декілька матчів. 19 вересня 2015 року в поєдинку проти «Суонсі Сіті» потрапив до символічної збірної туру після того, як допоміг команді зіграти внічию 0:0 та відстояти ворота своєї команди «на нуль». Однак отримав травму коліна у переможному поєдинку головного Кубку Ланкашира проти «Блекберн Роверс», через що залишився поза футболом до завершення сезону 2015/16 років.
Після тривалої паузи відновив форму форми й у листопаді 2016 року відіграв 45 хвилин, за «Евертон U-23» у програному (1:4) поєдинку Кубку Прем’єр-ліги проти «Норвіч Сіті». 8 листопада 2016 року зіграв у програному (4:5, пенальті) поєдинку Трофею Футбольної ліги проти «Блекпула» (основний час завершився нічиєю 1:1). Незважаючи на те, що Тоясу вдалося набрати форму, керівництво клубу повідомило йому, що він буде відправлений в оренду до завершення сезону 2016/17 років. Очікувалося, що після закінчення терміну оренди в «Сандерленді» Браунінга знову віддадуть в оренду, але цього так і не відбулося. У січні 2019 року було оголошено, що Таяс, як очікується, залишить «Евертон», а його відхід є неминучим.

#### Оренди
10 січня 2014 року перейшов в одномісячну орендк до «Віган Атлетік» Уве Реслера. На професіональному рівні дебютував за нову команду вже наступного дня, замінив Джеймса Перча в переможному (3:0) поєдинку проти «Борнмута». У наступному матчі вийшов на поле в стартовому складі на позиції правого захисника, але «Віган Атлетік» програв «Донкастер Роверз» з рахунком 3:0, цей поєдинок став останнім для Таяса у футболці клубу. Після цього гравець повернувся до «Евертона».
Таяс Браунінг підписав з «Евертоном» нову угоду на два з половиною роки, після чого 30 січня 2017 року відправлений в оренду в «Престон Норт-Енд» до завершення сезону 2016/17 років. Наступного ж дня він дебютував за нову команду, вийшов у стартовому складі та відіграв усі 90 хвилин, у програному (0:2) поєдинку проти «Кардіфф Сіті». Браунінг став основним гравцем команди, граючи в ряді матчів на позиції правого захисника. Зберігав своє місце в команді до травми коліна, через яку вибув на два місяці. Повернувся до стартового складу 24 квітня 2017 року, в програному (1:4) поєдинку проти «Ньюкасл Юнайтед». За підсумками сезону 2016/17 років провів вісім матчів за «Престон Норт Енд», після чого повернувся до «Евертона».
8 липня 2017 року відправився в сезонну оренду до «Сандерленда», який напередодні понизився в класі, де возз’єднався з тренером Саймоном Грейсоном, під керівництвом якого грав у «Престон Норт Енді». Дебютував за «Сандерленд» у першій грі сезону, де вийшов у стартовому складі, в матчі проти «Дербі Каунті» (1:1). З моменту свого дебюту в «Сандерленді» закріпився в стартовому складі команди грав на позиції центрального захисника. Однак невдовзі «Сандерленд» змушений був боротися за виживання, яка бачила їх у нижній частині таблиці. Після травми, через яку Таяс вибув протягом усього жовтня, повернувся до основної команди, а 18 листопада 2017 року вийшов на заміну в поєдинку проти «Міллволла». Браунінг продовжував грати в першій команді під керівництвом нового тренера Кріса Коулмена. Під керівництвом Коулмена результативність Браунінга покращилася, допоміг команді зіграти чотири матчі «на нуль». Браунінг продовжував виступати в першій команді, до поки не отримав травму паху 6 березня 2018 року в програному (0:3) поєдинку проти «Астон Вілли», після чого був виключений до кінця сезону. Без нього «Сандерленд» мав труднощі в чемпіонаті наприкінці сезону, що призвело до вильоту в Першу лігу. За підсумками сезону 2017/18 років зіграв 29 матчів у всіх турнірах.

### «Гуанчжоу Евергранд»
20 лютого 2019 року перейшов до представника китайської Суперліги «Гуанчжоу Евергранд» за нерозголошену суму. 5 березня 2019 року дебютував за клуб у переможному (2:0) домашньому поєдинку проти японського клубу «Санфречче Хіросіма» в Лізі чемпіонів АФК 2019. Згодом зарекомендував себе як гравець основи та виграв з клубом Китайську Суперлігу 2019 року.
У серпні 2022 року приєднався до іншого клубу китайської Суперліги «Шанхай Порт».

## Кар'єра в збірній
Виступав за юнацькі збірні Англії U-17 та U-19, а також за молодіжну збірну Англії. Окрім Англії, на міжнародному рівні також мав право грати за Китай.
У 2010 році чотири рази зіграв за юнацьку збірну Англії (U-17), у тому числі отримав виклик на Північний турнір.
У березні 2013 року вперше отримав виклик до юнацької збірної Англії (U-19), у футболці якого дебютував за команду в матчі проти юнацької збірної Туреччини (U-19) (1:0). Згодом провів ще чотири матчі за команду (U-19).
У травні 2014 року вперше отримав виклик до молодіжної збірної Англії. 22 травня 2014 року дебютував за англійську молодіжку, відіграв усі 90 хвилин в переможному (3:0) поєдинку проти молодіжної збірної Катару.
Під своїм китайським іменем Чжан Гуантай отримав свій перший виклик до національної збірної Китаю в 2020 році, але йому довелося чекати до 30 травня 2021 року, коли відбувся матч чемпіонату світу проти Гуаму, щоб дебютувати на міжнародному рівні.

## Статистика виступів

### Клубна
Станом на 11 липня 2022
| Клуб                      | Сезон             | Ліга                | Ліга  | Ліга | Кубок | Кубок | Кубок ліги | Кубок ліги | Континентальні | Континентальні | Інші  | Інші | Загалом | Загалом |
| Клуб                      | Сезон             | Дивізіон            | Матчі | Голи | Матчі | Голи  | Матчі      | Голи       | Матчі          | Голи           | Матчі | Голи | Матчі   | Голи    |
| ------------------------- | ----------------- | ------------------- | ----- | ---- | ----- | ----- | ---------- | ---------- | -------------- | -------------- | ----- | ---- | ------- | ------- |
| «Евертон»                 | 2012–13           | Прем'єр-ліга        | 0     | 0    | 0     | 0     | 0          | 0          | —              | —              | —     | —    | 0       | 0       |
| «Евертон»                 | 2013–14           | Прем'єр-ліга        | 0     | 0    | 0     | 0     | 0          | 0          | —              | —              | —     | —    | 0       | 0       |
| «Евертон»                 | 2014–15           | Прем'єр-ліга        | 2     | 0    | 0     | 0     | 0          | 0          | 1              | 0              | —     | —    | 3       | 0       |
| «Евертон»                 | 2015–16           | Прем'єр-ліга        | 5     | 0    | 0     | 0     | 1          | 0          | —              | —              | —     | —    | 6       | 0       |
| «Евертон»                 | 2016–17           | Прем'єр-ліга        | 0     | 0    | 0     | 0     | 0          | 0          | —              | —              | —     | —    | 0       | 0       |
| «Евертон»                 | 2017–18           | Прем'єр-ліга        | 0     | 0    | 0     | 0     | 0          | 0          | —              | —              | —     | —    | 0       | 0       |
| «Евертон»                 | 2018–19           | Прем'єр-ліга        | 0     | 0    | 0     | 0     | 0          | 0          | —              | —              | —     | —    | 0       | 0       |
| «Евертон»                 | Загалом           | Загалом             | 7     | 0    | 0     | 0     | 1          | 0          | 1              | 0              | —     | —    | 9       | 0       |
| «Віган Атлетік» (оренда)  | 2013–14           | Чемпіоншип          | 2     | 0    | 0     | 0     | 0          | 0          | —              | —              | —     | —    | 2       | 0       |
| Престон Норт-Енд (оренда) | 2016–17           | Чемпіоншип          | 8     | 0    | 0     | 0     | 0          | 0          | —              | —              | —     | —    | 8       | 0       |
| «Сандерленд» (оренда)     | 2017–18           | Чемпіоншип          | 27    | 0    | 1     | 0     | 1          | 0          | —              | —              | —     | —    | 29      | 0       |
| «Гуанчжоу Евергранд»      | 2019              | Китайська Суперліга | 4     | 0    | 1     | 0     | —          | —          | 8              | 0              | —     | —    | 13      | 0       |
| «Гуанчжоу Евергранд»      | 2020              | Китайська Суперліга | 17    | 0    | 0     | 0     | —          | —          | 4              | 0              | —     | —    | 21      | 0       |
| «Гуанчжоу Евергранд»      | 2021              | Китайська Суперліга | 19    | 0    | 0     | 0     | —          | —          | 0              | 0              | —     | —    | 19      | 0       |
| «Гуанчжоу Евергранд»      | 2022              | Китайська Суперліга | 8     | 0    | 0     | 0     | —          | —          | 0              | 0              | —     | —    | 8       | 0       |
| «Гуанчжоу Евергранд»      | Загалом           | Загалом             | 48    | 0    | 1     | 0     | 0          | 0          | 12             | 0              | 0     | 0    | 61      | 0       |
| Усього за кар'єру         | Усього за кар'єру | Усього за кар'єру   | 92    | 0    | 2     | 0     | 2          | 0          | 13             | 0              | 0     | 0    | 109     | 0       |

1. ↑  Матчі в Лізі Європи УЄФА
2. 1 2  Матчі в Лізі чемпіонів АФК

### Статистика виступів у збірній

#### По роках
| Національна збірна | Національна збірна | Національна збірна |
| Рік                | Матчі              | Голи               |
| ------------------ | ------------------ | ------------------ |
| 2021               | 9                  | 0                  |
| 2022               | 2                  | 0                  |
| Загалом            | 11                 | 0                  |

#### По матчах
| Дата      | Місто   | Господарі | Результат | Гості     | Турнір            | Голи | Примітки |
| --------- | ------- | --------- | --------- | --------- | ----------------- | ---- | -------- |
| 30-5-2021 | Сучжоу  | Гуам      | 0 – 7     | КНР       | Відбір до ЧС 2022 | -    |          |
| 7-6-2021  | Шарджа  | КНР       | 2 – 0     | Філіппіни | Відбір до ЧС 2022 | -    |          |
| 15-6-2021 | Шарджа  | КНР       | 3 – 1     | Сирія     | Відбір до ЧС 2022 | -    |          |
| 7-10-2021 | Шарджа  | КНР       | 3 – 2     | В'єтнам   | Відбір до ЧС 2022 | -    |          |
| 27-1-2022 | Сайтама | Японія    | 2 – 0     | КНР       | Відбір до ЧС 2022 | -    |          |
| Усього    |         | Матчів    | 5         |           | Голів             | 0    |          |

## Титули і досягнення
- Чемпіон Китаю: 2019, 2023, 2024
- Володар Кубка Китаю: 2024